# Tàu ngầm lớp Sjöormen
Tàu ngầm lớp Sjöormen là loại tàu ngầm điện-diesel của Thụy Điển, được đóng trong những năm 1960. Nó có vỏ tàu hình giọt nước và có khả năng lặn nhanh xuống 150 m với bánh lái hình chữ X và vỏ tàu được bọc bởi các tấm lợp chống dội âm. Các tàu ngầm này đã được đưa ra khỏi biên chế của Thụy Điển năm 1990.
Bốn tàu trong lớp này đã được bán cho Singapore vào năm 1990 và sau đó tiến hành hiện đại hóa tại Kockums. Đa số các thay đổi là để tàu có thể hoạt động tốt trong vùng nước ấm với việc cài đặt điều hòa nhiệt độ, hệ thống bảo vệ với các giãn nở của tàu và hệ thống chống đường ống ăn mòn. Hải quân Cộng hòa Singapore đã chính thức đưa 4 tàu ngầm này vào hoạt động năm 2010 với tên tàu ngầm lớp Challenger.